# Arthur Weineck

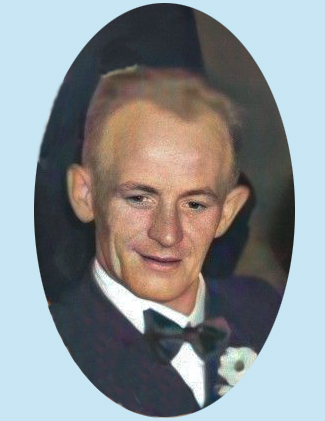
Arthur Weineck, 1937

Arthur Weineck (* 4. Februar 1900 in Zittau; † 16. August 1944 in Dresden) war ein Dresdner Arbeiterfunktionär und Widerstandskämpfer gegen den Nationalsozialismus.

## Leben

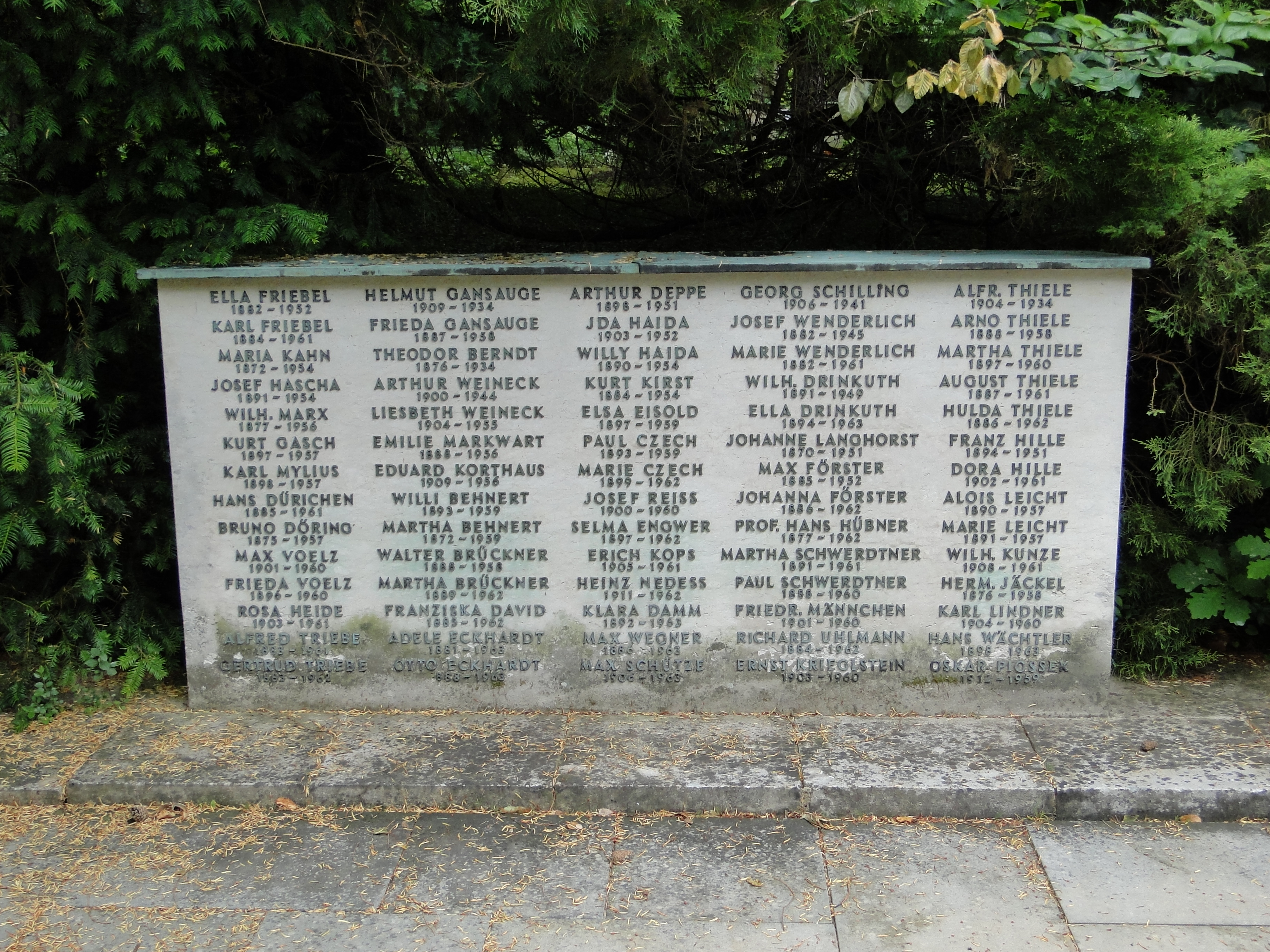
Weinecks Urnengrab auf dem Heidefriedhof

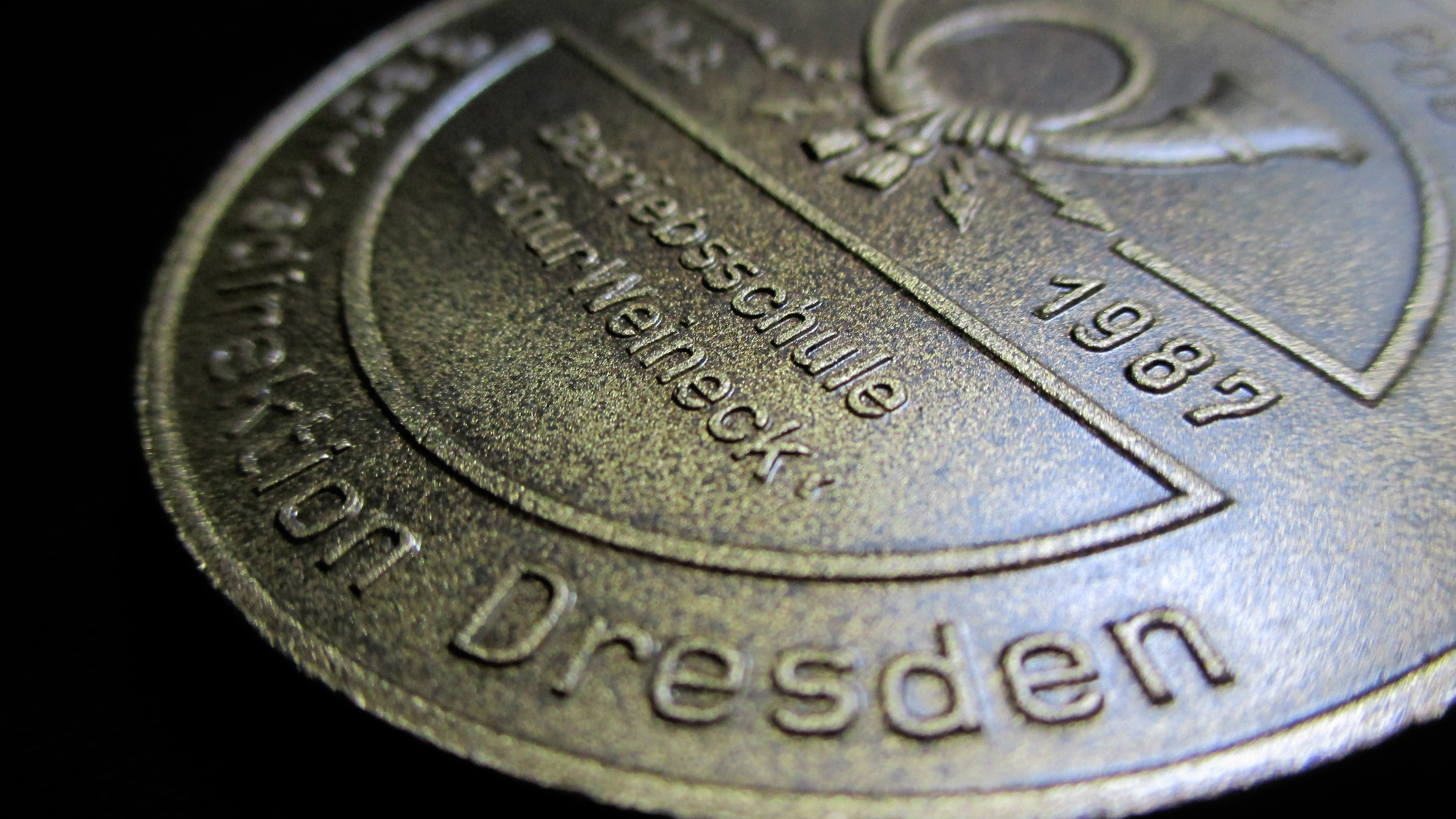
Ehrenmedaille Arthur Weineck der Deutschen Post (DDR)

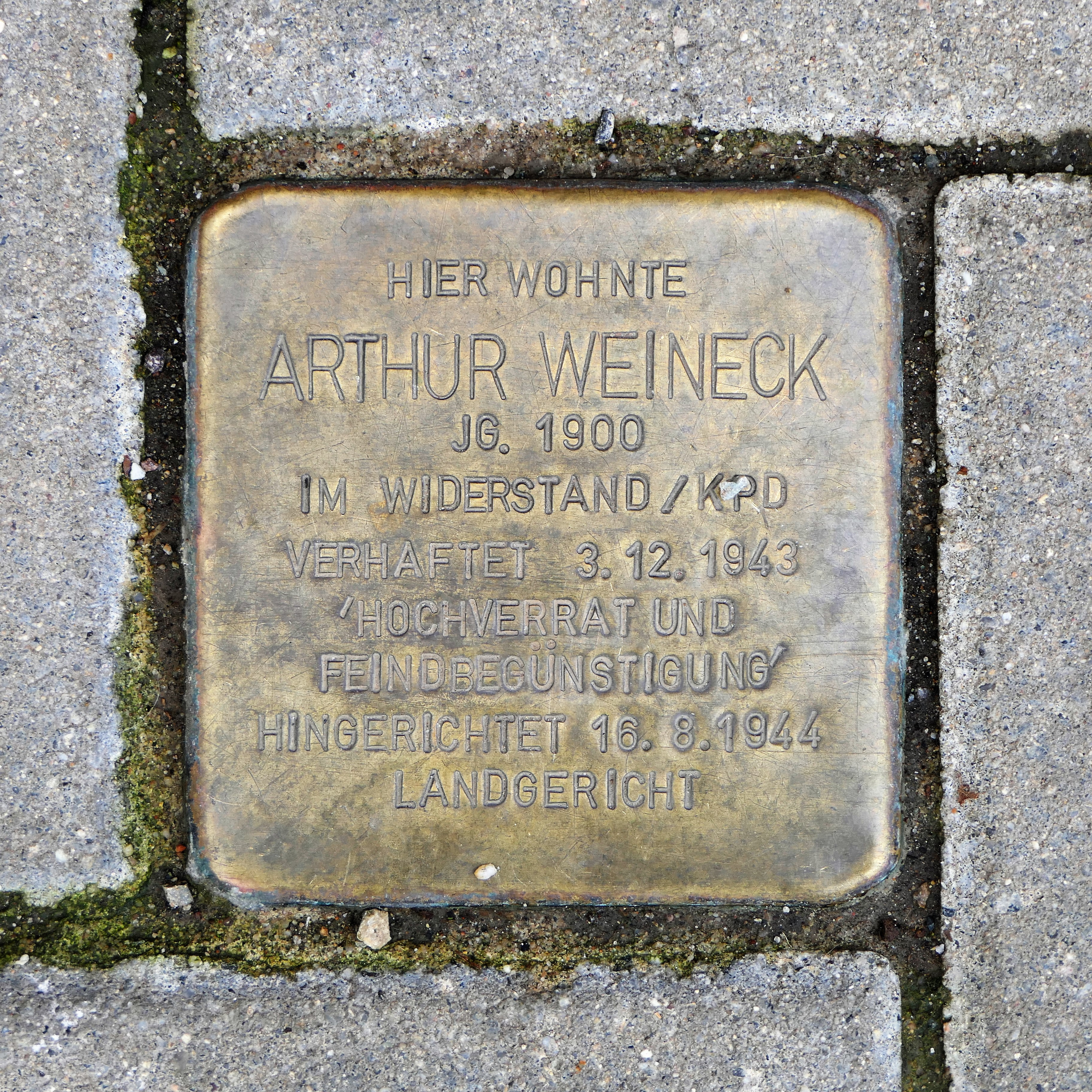
Stolperstein in Dresden, Stollestraße 40

Arthur Weineck, von Beruf Klempnergeselle, kam durch seinen Vater, der selbst ein aktiver Funktionär der SPD war, schon früh mit der Arbeiterbewegung in Berührung. Er war Mitglied der Sozialistischen Arbeiter-Jugend, ab 1922 der SPD und seit 1928 in der KPD. Die politische Arbeit in der Inneren Dresdner Neustadt leitete er als Stadtteilleiter der KPD vom Arbeiterheim im Körnergarten in der Großen Meißner Straße.
Während der „Machtergreifung“ der NSDAP gelang es ihm zunächst, sich einige Wochen der drohenden Verhaftung zu entziehen. Als Arthur Weineck am 30. März 1933 verhaftet wurde, brachte man ihn zuerst in das Polizeipräsidium, dann in die Haftanstalt Mathildenstraße und später ins KZ Hohnstein (bei Sebnitz, Sächsische Schweiz). Nach der 33 Wochen dauernden Haft wurde er entlassen, nahm aber sogleich die illegale Arbeit wieder auf. In seiner Privatwohnung wurden illegale Handzettel angefertigt, die unter größter Gefahr verbreitet wurden.
Im Jahr 1943 fand Weineck Anschluss an die Widerstandsgruppe von Herbert Blochwitz und Kurt Schlosser. Zusammen mit den führenden Aktivisten dieser Gruppe wurde er am 3. Dezember 1943 verhaftet und am 30. Juni 1944 zum Tode verurteilt. Am 16. August 1944 wurden Weineck, Kurt Schlosser, Herbert Blochwitz und Otto Galle in Dresden mit dem Fallbeil hingerichtet.
Weinecks Urnengrab befindet sich im Ehrenhain des Dresdner Heidefriedhofs. Auf dem Friedhof befindet sich auch das Grab seiner Frau Liesbeth. Sein Sohn Hans Weineck veröffentlichte 2007 die Biographie seines Vaters.

## Ehrungen
- Die Bezirksdirektion Dresden der Deutschen Post benannte ihre Betriebsschule nach Arthur Weineck.
- 1987 wurde von der Deutschen Post eine Ehrenmedaille geschaffen. Sie zeigt auf der Frontseite das Porträt von Weineck, umlaufende Lebensdaten und den Spruch „Nur der Kampf hat Sinn im Leben“.
- Ihm zu Ehren ist seit dem 1. Juli 1946 die Arthur-Weineck-Straße in Dresden-Cotta gewidmet.[1]
- Vor seinem ehemaligen Wohnhaus in Dresden-Löbtau, Stollestraße 40, wurde am 21. September 2016 ein Stolperstein für ihn verlegt, für den der politische Jugendverband Linksjugend solid Dresden eine Patenschaft übernommen hatte.[2]